# Lo fingido verdadero (exposición)
Lo fingido verdadero fue el título dado, en alusión a la obra homónima de Lope de Vega, a la exposición organizada del 23 de octubre de 2006 al 7 de enero de 2007 en el Museo Nacional del Prado, de Madrid. 
La exposición la formaron cuarenta bodegones de diecinueve pintores españoles de principios del siglo XVII hasta mediados del XIX, diez de los cuales no habían estado representados antes en el museo, e incluía la obra maestra Bodegón con alcachofas, flores y recipientes de vidrio (1627), de Juan van der Hamen. Veintiocho de los bodegones presentados datan del siglo XVII, siete del XVIII, y cinco del XIX.
La colección la adquirió el Ministerio de Cultura a mediados de 2006 tras su aceptación por parte del Ministerio de Hacienda como dación en pago de impuestos del banco BBVA.
Las obras originalmente fueron parte de la colección de bodegones españoles, formada por casi 100 obras, reunida por Rosendo Naseiro, exsecretario de finanzas del Partido Popular.

## Pintores y obras expuestas
- Juan van der Hamen: Bodegón con alcachofas, flores y recipientes de vidrio (1627)[5]
- Juan van der Hamen: Plato con ciruelas y guindas (hacia 1631)[6]
- Juan Fernández “El Labrador”: Dos racimos de uvas colgando (atribuida en 2013 a Miguel de Pret)[7]
- Juan Fernández “El Labrador”: Bodegón con dos racimos de uvas (atribuida en 2013 a Miguel de Pret)[8]
- Juan Fernández “El Labrador”: Cuatro racimos de uvas colgando
- Juan Fernández “El Labrador”: Bodegón con cuatro racimos de uvas
- Juan de Espinosa: Bodegón ochavado con racimos de uvas (1646)[9]
- Juan de Espinosa: Manzanas, higos y ciruelas (segundo tercio del siglo XVII)[10]
- Tomás Hiepes: Florero con cuadriga vista de frente (1643)
- Tomás Hiepes: Frutero de Delft y dos floreros (1642)[11]
- Tomás Hiepes: Dos fruteros sobre una mesa (1642)
- Tomás Hiepes: Floreros con cuadriga (1643)
- Tomás Hiepes: Bodegón de aves y liebre (1643)
- Tomás Hiepes: Dulces y frutos secos sobre una mesa
- Tomás Hiepes: Pareja con una vid
- Pedro de Camprobín: Jarrón de bronce con rosas
- Pedro de Camprobín: Cesto con melocotones y ciruelas
- Juan de Arellano: Florero de cristal (1668)
- Luis Meléndez: Bodegón con frutos del bosque
- José Ferrer: Bodegón de uvas y granadas (1781)
- Ignacio Arias: Bodegón con recipientes de cocina y espárragos
- Pedro de Medina: Bodegón con manzanas, nueces y caña de azúcar (1645)[12]
- Miguel March: Milano atacando un gallinero
- Gabriel Felipe de Ochoa: Bodegón de frutas, garrafa y vaso de vidrio
- Juan Bautista Romero: Florero de cristal con rosas y jazmines (finales del siglo XVIII - principio del siglo XIX)[13]
- Juan Bautista Romero: Florero de cristal con rosas y campanillas (finales del siglo XVIII - principio del siglo XIX)[14]
- Santiago Alabert: Florero con rosas y otras flores (1799)
- José Romá: Guirnalda de flores con motivo escultórico
- Miguel Parra: Florero sobre una silla (1844)[11]
- Miguel Parra: Cesta de flores y vista del Palacio Real de Valencia (1844)[11]
- Bartolomé Montalvo: Besugo